# Salèdas
Sallèdes és un municipi francès situat al departament del Puèi Domat i a la regió d'Alvèrnia-Roine-Alps. L'any 2007 tenia 516 habitants.

## Demografia

### Població
El 2007 la població de fet de Sallèdes era de 516 persones. Hi havia 210 famílies de les quals 52 eren unipersonals (36 homes vivint sols i 16 dones vivint soles), 73 parelles sense fills, 81 parelles amb fills i 4 famílies monoparentals amb fills.
La població ha evolucionat segons el següent gràfic:
Habitants censats

### Habitatges
El 2007 hi havia 291 habitatges, 210 eren l'habitatge principal de la família, 49 eren segones residències i 31 estaven desocupats. 286 eren cases i 5 eren apartaments. Dels 210 habitatges principals, 187 estaven ocupats pels seus propietaris, 21 estaven llogats i ocupats pels llogaters i 2 estaven cedits a títol gratuït; 1 tenia una cambra, 15 en tenien dues, 38 en tenien tres, 59 en tenien quatre i 97 en tenien cinc o més. 111 habitatges disposaven pel capbaix d'una plaça de pàrquing. A 80 habitatges hi havia un automòbil i a 112 n'hi havia dos o més.

### Piràmide de població
La piràmide de població per edats i sexe el 2009 era:
| Homes | Edats   | Dones |
| ----- | ------- | ----- |
| 0     | 95 o +  | 0     |
| 8     | 90 a 94 | 4     |
| 0     | 85 a 89 | 4     |
| 4     | 80 a 84 | 8     |
| 12    | 75 a 79 | 12    |
| 8     | 70 a 74 | 8     |
| 4     | 65 a 69 | 8     |
| 12    | 60 a 64 | 4     |
| 8     | 55 a 59 | 8     |
| 8     | 50 a 54 | 16    |
| 12    | 45 a 49 | 24    |
| 32    | 40 a 44 | 8     |
| 8     | 35 a 39 | 16    |
| 24    | 30 a 34 | 20    |
| 20    | 25 a 29 | 24    |
| 8     | 20 a 24 | 4     |
| 24    | 15 a 19 | 0     |
| 4     | 10 a 14 | 8     |
| 8     | 5 a 9   | 24    |
| 12    | 0 a 4   | 16    |

## Economia
El 2007 la població en edat de treballar era de 335 persones, 255 eren actives i 80 eren inactives. De les 255 persones actives 233 estaven ocupades (128 homes i 105 dones) i 22 estaven aturades (10 homes i 12 dones). De les 80 persones inactives 26 estaven jubilades, 21 estaven estudiant i 33 estaven classificades com a «altres inactius».

### Ingressos
El 2009 a Sallèdes hi havia 230 unitats fiscals que integraven 544,5 persones, la mediana anual d'ingressos fiscals per persona era de 17.740 €.

### Activitats econòmiques
Dels 16 establiments que hi havia el 2007, 1 era d'una empresa de fabricació d'altres productes industrials, 4 d'empreses de construcció, 5 d'empreses de comerç i reparació d'automòbils, 2 d'empreses de transport, 1 d'una empresa d'hostatgeria i restauració, 2 d'entitats de l'administració pública i 1 d'una empresa classificada com a «altres activitats de serveis».
Dels 6 establiments de servei als particulars que hi havia el 2009, 1 era un paleta, 2 fusteries, 1 lampisteria, 1 perruqueria i 1 restaurant.
L'any 2000 a Sallèdes hi havia 24 explotacions agrícoles que ocupaven un total de 1.232 hectàrees.

## Equipaments sanitaris i escolars
El 2009 hi havia una escola elemental.

## Poblacions més properes
El següent diagrama mostra les poblacions més properes.